# Courage Compétition

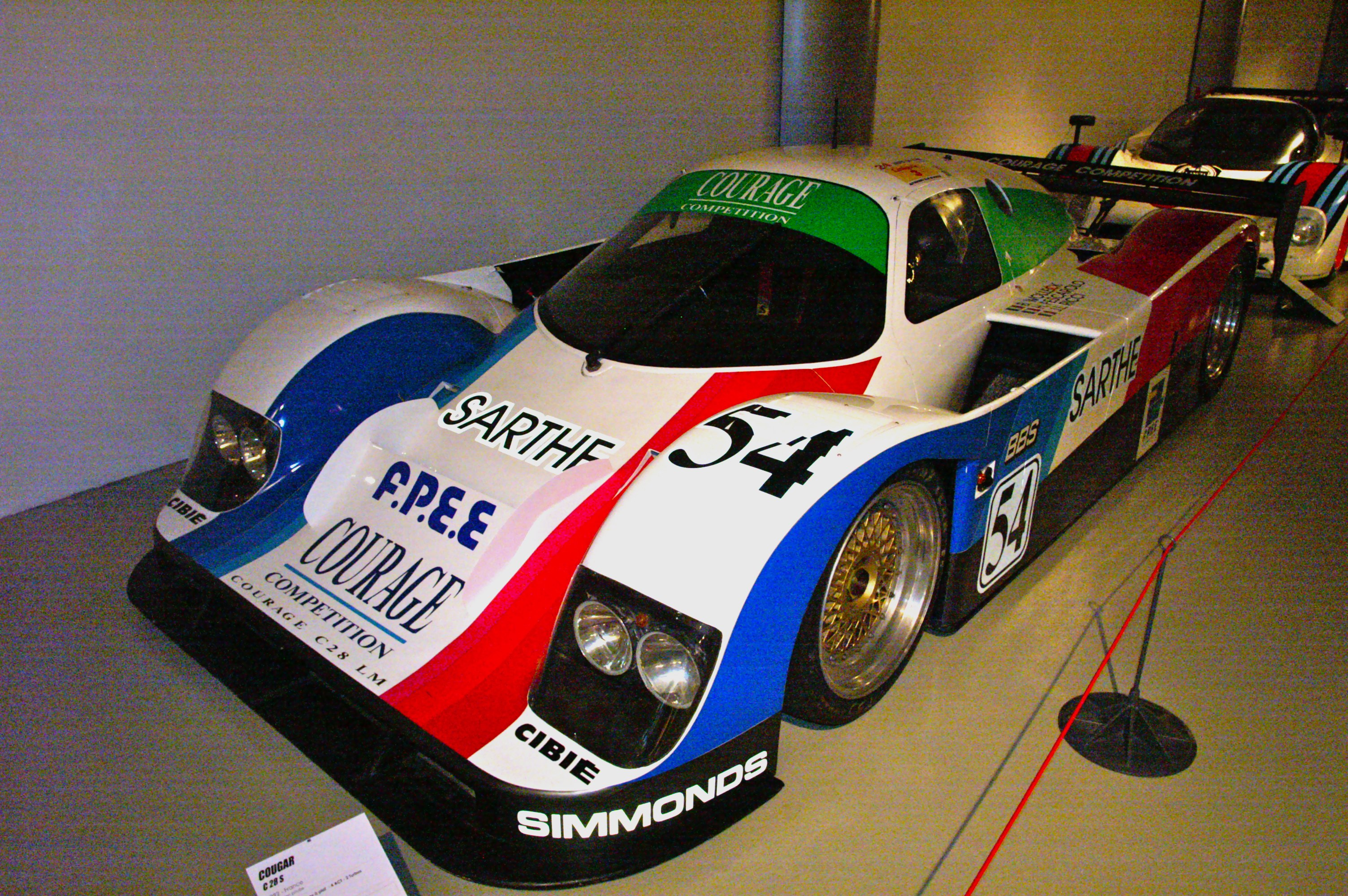
Cougar C28S mit 3-Liter-Porsche-6-Zylinder-Boxermotor; mit diesem Fahrzeug beendeten Bob Wollek, Henri Pescarolo und Jean-Louis Ricci an der sechsten Stelle der Gesamtwertung

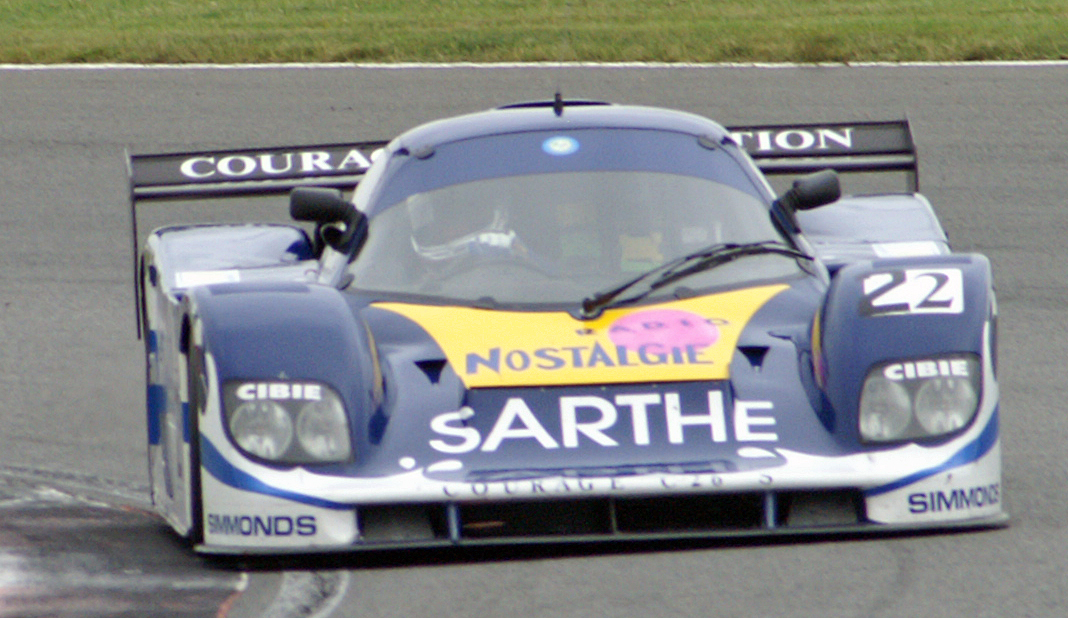
Courage C26 beim Silverstone Classic 2009

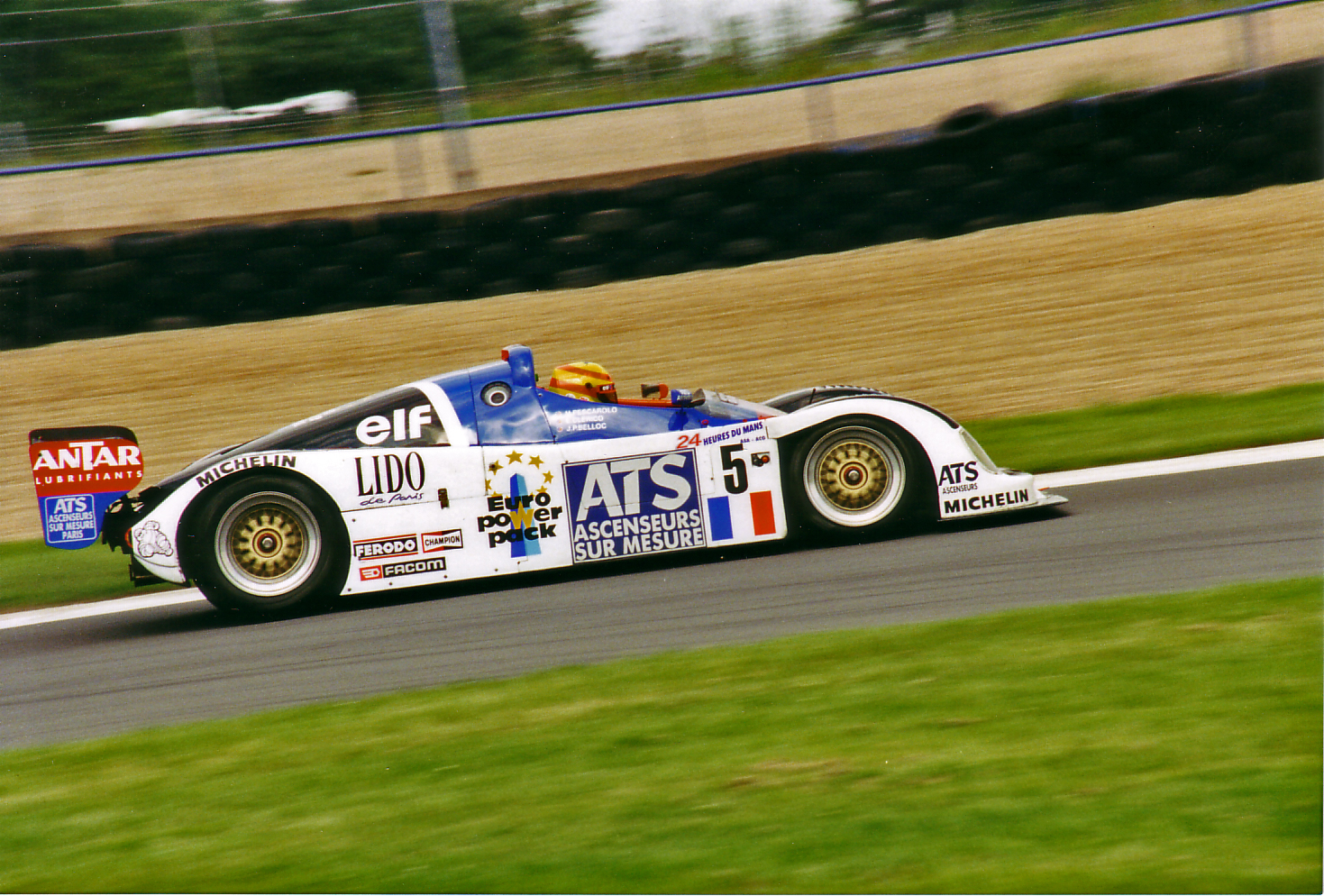
Courage C36 beim 2-Stunden-Rennen von Donington 1997. Am Steuer Emmanuel Clérico der gemeinsam mit Henri Pescarolo das Rennen als Gesamtvierter beendete

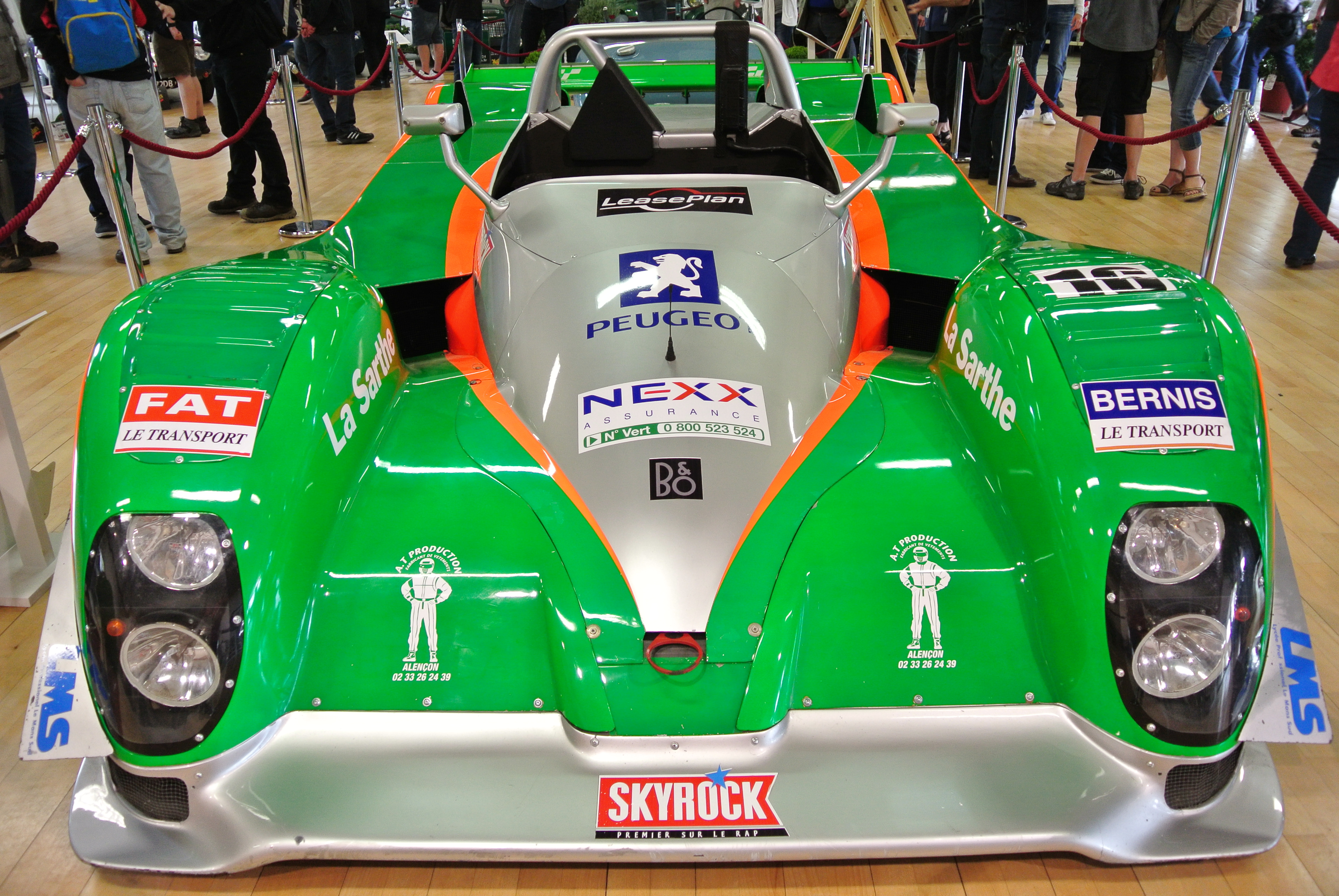
Pescarolo Sport Courage C52 mit 3,2-Liter-Turbomotor von Peugeot

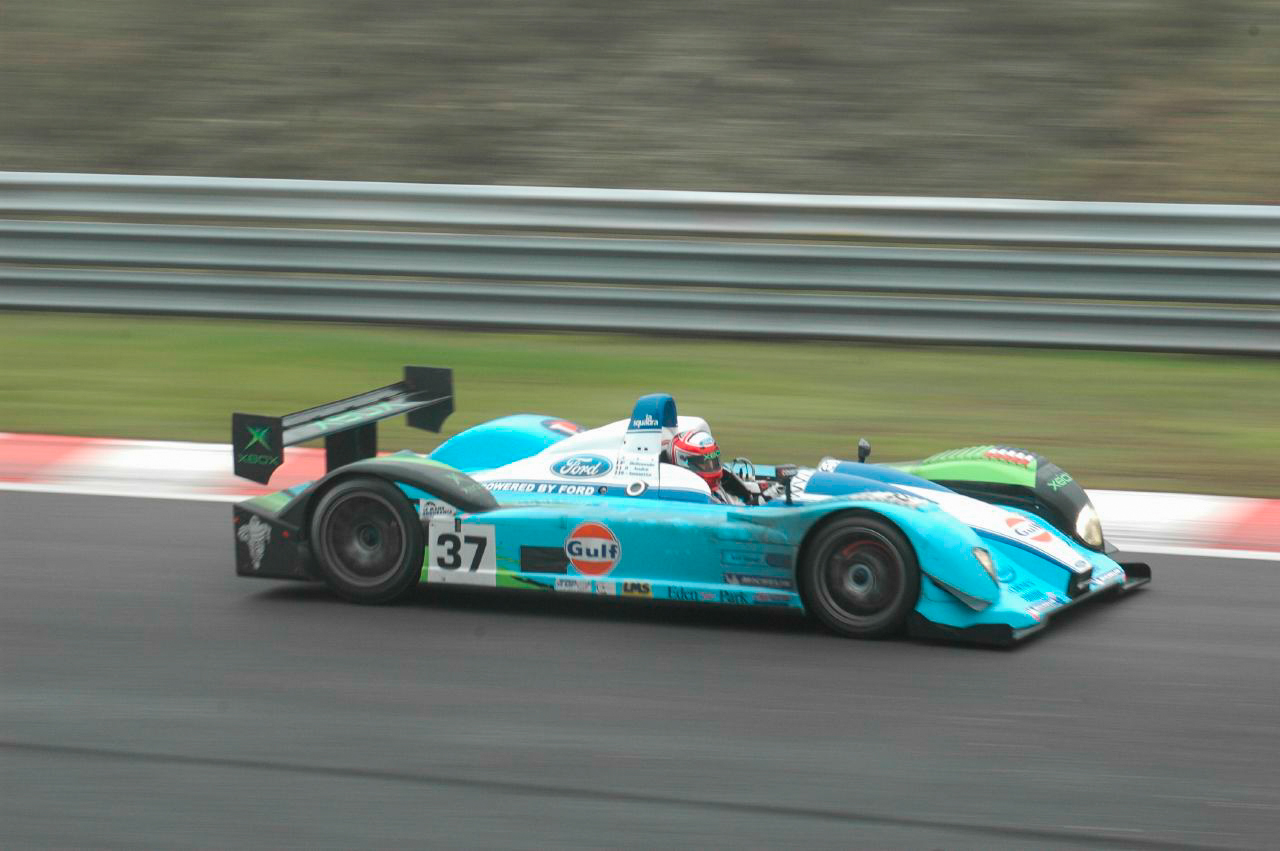
Courage C65 von Paul Belmondo Racing beim 1000-km-Rennen von Spa-Francorchamps 2005

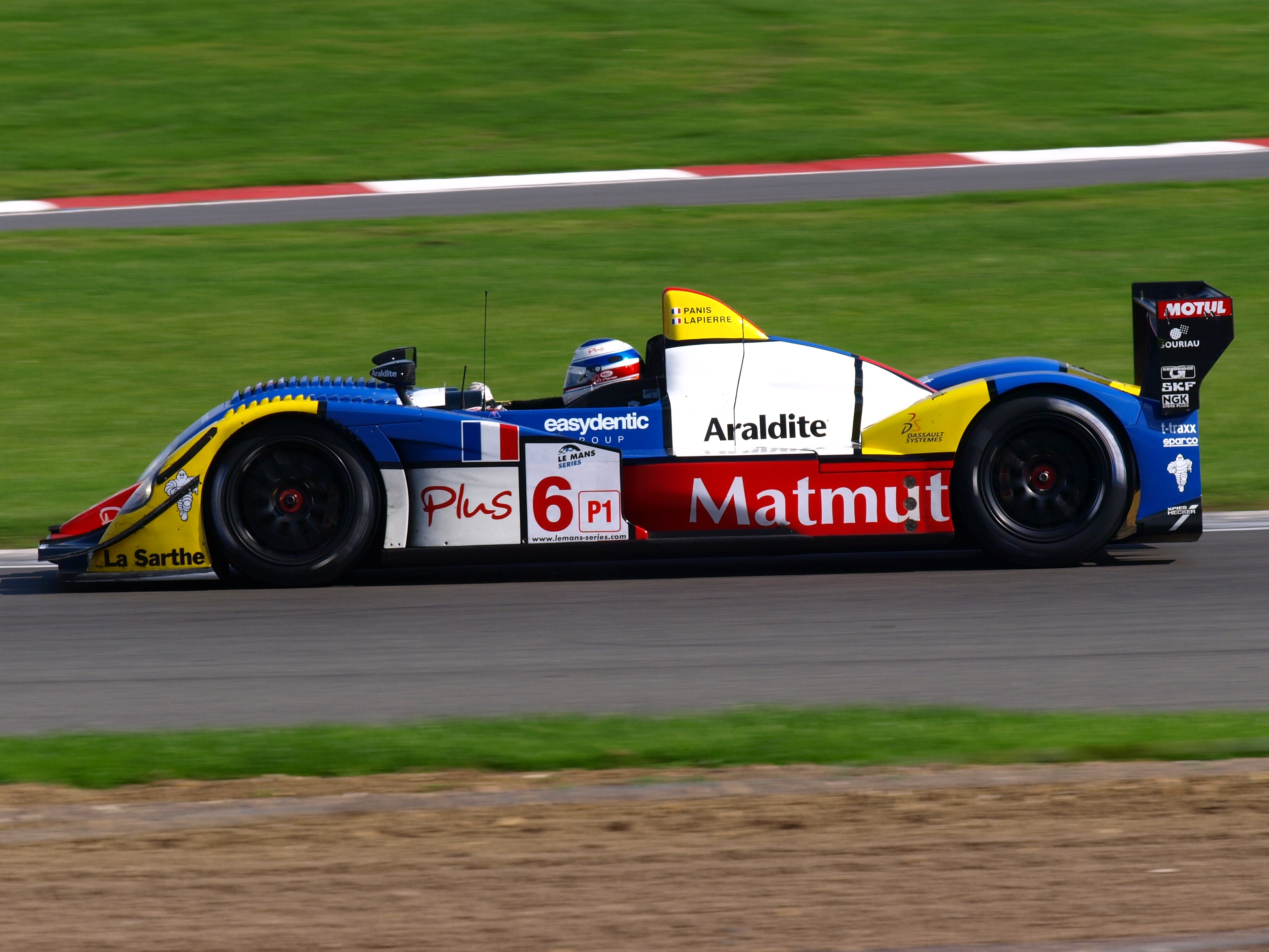
Courage letzte Entwicklung der LC als Courage-ORECA LC70 beim 1000-km-Rennen von Silverstone 2008; am Steuer Olivier Panis

Courage Compétition ist ein ehemaliges französisches Motorsportteam und Hersteller von Rennfahrzeugen.

## Entwicklungsgeschichte

### Die Cougar-Phase
Courage Compétition wurde 1981 vom französischen Rennfahrer Yves Courage gegründet. Aus dem ursprünglich gewählten Namen Automotive Engineering Team Mancelle wurde wenig später Courage Compétition. Der in Le Mans geborene Yves Courage hatte in den 1970er-Jahren eine Karriere als Rennfahrer begonnen und war vor allem als Sportwagenpilot aktiv. 1987 wurde er auf einem Cougar C20 gemeinsam mit Hervé Regout und Pierre-Henri Raphanel Gesamtdritter beim 24-Stunden-Rennen von Le Mans. Zu diesem Zeitpunkt war Courage schon Rennfahrer und Teamchef in Personalunion und gab unmittelbar nach dem Rennen seinen Rücktritt als Fahrer bekannt.
Angespornt zur Gründung eines eigenen Teams und zur Entwicklung eigener Rennfahrzeuge wurde Courage durch die Erfolge Jean Rondeaus. Rondeau war zwei Jahre älter als Courage und kam wie dieser in Le Mans zur Welt. Der Geburtsort sorgte auch für die enge Verbindung beider mit dem 24-Stunden-Rennen von Le Mans. Rondeau hatte 1980 auf einem Rondeau M379B das 24-Stunden-Rennen sowohl als Fahrer als auch als Teamchef gewonnen und ist bis heute der Einzige der in Le Mans auf einer Eigenkonstruktion die Gesamtwertung für sich entscheiden konnte.
Zu Beginn nannte Courage seine Konstruktion Cougar, abgeleitet von der Nord- und Südamerikanischen Katzenart Puma. Finanziert wurde der Aufbau des Teams vom französischen Ableger des Flüssiggas-Versorgers Primagas, einem Unternehmen das Courage schon als Fahrer unterstützt hatte. Das erste Chassis war der Cougar C01, ein geschlossener Gruppe-C-Prototyp, dessen markantestes Merkmal das langgezogene Heck mit großem Flügel war. Angetrieben wurde der Wagen von einem Cosworth-3,3-Liter-V8-Motor. Sein Renndebüt gab das Fahrzeug (gleichbedeutend mit dem ersten Antreten von Courage als Team) beim 1000-km-Rennen auf dem Nürburgring 1982, einem Wertungslauf der Sportwagen-Weltmeisterschaft 1982; am Steuer Yves Courage und seine beiden Landsleute Patrick Gaillard und Jean-Philippe Grand. Nach einem 23. Rang im Qualifikationstraining fiel der Wagen nach einem Aufhängungsschaden aus. Auch in Le Mans gab es für das junge Team nichts zu gewinnen. Nach 78 gefahrenen Runden war nach einem Getriebeschaden vorzeitig Schluss. Die erste Zielankunft gab es im Herbst 1982 beim 1000-km-Rennen von Spa-Francorchamps. Courage, diesmal mit Nick Faure und Ragout als Partner, beendete das Rennen als 21. im Schlussklassement. Allerdings war der Rückstand von 40 Runden auf die Sieger Jacky Ickx und Jochen Mass im Porsche 956 mehr als beträchtlich.
1984 wurde mit dem C02 ein neues Chassis konstruiert, das wie sein Vorgängermodell von einem Cosworth-Motor angetrieben wurde. Da die Erfolge in den ersten drei Jahren ausblieben, suchte sich Courage einen Kooperationspartner.

### Die Zusammenarbeit mit Porsche
Im Winter 1984/85 unterschrieb Courage bei Porsche in Zuffenhausen einen Liefervertrag für technisches Equipment. Wesentlicher Inhalt war die Weitergabe des Type-935-2,6-Liter-6-Zylinder-Turbo-Flachmotor. Geliefert wurde der Motor mit kompletter Antriebstechnologie. Für den Motor wurde mit dem C12 ein neues Chassis gebaut, mit dem es in Le Mans 1985 mit dem 20. Rang die erste Zielankunft bei diesem Langstreckenrennen gab: Fahrer neben Courage waren Alain de Cadenet und Jean-François Yvon.
Der erste erfolgreiche Rennwagen von Courage war der C20, der 1987 vorgestellt wurde. Mit diesem Wagen erreichten Courage, Raphanel und Regout den dritten Rang in Le Mans; geschlagen nur von den Porsche 962 von Hans-Joachim Stuck/Derek Bell/Al Holbert und Jürgen Lässig/Pierre Yver/Bernard de Dryver, ein Wagen der ebenfalls von Courage gemeldet und eingesetzt wurde. In den folgenden Jahren etablierte sich Courage als Starter bei ausgewählten Rennen der Sportwagen-Weltmeisterschaft. Daneben wurden die Wagen auch in der Interserie gefahren. Der letzten Wagen der die Bezeichnung Cougar erhielt, war der C28S von 1992. Ab 1993 wurden die Rennwagen nach dem Patron des Teams, Courage benannt. Im letzten Jahr der Sportwagen-Weltmeisterschaft 1992 erreichte ein C28 mit Bob Wollek, Henri Pescarolo und Jean-Louis Ricci am Steuer den sechsten Rang in Le Mans und gewannen die C3-Rennklasse. Die größte Chance auf den Sieg in Le Mans hatte Courage 1995. Favoriten auf den Gesamtsieg waren die WSC-Prototypen; die beiden Kremer K8 Spyder, der Courage C34 von Bob Wollek, Eric Hélary und Mario Andretti, sowie der neue C41 von Henri Pescarolo, Franck Lagorce und Éric Bernard. Rennentscheidend war der Unfall von Mario Andretti im C34 bei starkem Regen und schlechter Sicht in den Porsche-Kurven in der Nacht. Beim Überholen eines Kremer K8 Spyders verpasste er den Bremspunkt und prallte in die Leitschiene. Die nachfolgende Reparatur warf das Auto sechs Runden zurück. Bis zum Ende des Rennens konnte das Team auf inzwischen trockener Fahrbahn fünf Runden auf die Siegermannschaft aufholen und noch den zweiten Gesamtrang erreichen. Ohne den Unfall hätte der Courage das Rennen überlegen gewonnen.
1996 und 1997 engagierte sich Courage in der neu geschaffenen FIA-Sportwagen-Meisterschaft und weitete die Entsätze zu einem Volljahresprogramm aus. 1997 feierte das Team mit dem C41 nach mehr als 15 Jahren Engagement im Sportwagensport die ersten Gesamtsiege. Im September siegten Didier Cottaz und Jérôme Policand beim statuslosen 4-Stunden-Rennen von Le Mans, das zum Unterschied zum 24-Stunden-Rennen, das über den gesamten Circuit des 24 Heures bestritten wurde, nur am Circuit Bugatti stattfand. Ein weiterer Gesamtsieg folgte im November, wiederum herausgefahren von Cottaz und Policand die das zur FIA-Sportwagen-Meisterschaft zählende 2-Stunden-Rennen von Jarama gewannen.
Mit Ablauf der Saison 1997 endete die Partnerschaft mit Porsche. Da die vom deutschen Sportwagenbauer für die 911 GT1 entwickelten neuen Turbomotoren nicht zur Disposition standen, hätte man auch die nächsten mit den herkömmlichen Type-935-Agreggaten das auslangen finden müssen. Diese Motoren war zwar wartungsfreundlich, den Konkurrenzprodukten anderer Hersteller aber technologisch längst unterlegen.

### Motoren von Nissan
Auf der Suche nach einem neuen Motorenpartner wurde Yves Courage bei Nissan fündig. Der japanischen Automobilhersteller hatte 1997 den 390 GT1 entwickeln lassen, der einen 3,5-Liter-V8-Turbomotor hatte. Diesen Motor erhielt Courage 1998 für den neuen Wagen, den C51. 1999 folgte mit dem C52 ein weiteres Courage-Modell mit Nissan-Motor. Beim 24-Stunden-Rennen von Le Mans war der von Courage eingesetzte Wagen als Gesamtsechster um zwei Ränge besser platziert er der von Nissan Motorsports gemeldete Wagen.

### Neue Partnerschaften
In der Winterpause 1999 entwickelte das Team mit dem C60 einen neuen Wagen. Zunächst sollten die Werksfahrzeuge weiterhin mit Rennmotoren von Nissan bestückt werden. Bei den Vortests zum 24-Stunden-Rennen von Le Mans im April 2000 was das Team mit einem 3,5-Liter-V8-Turbomotor aus dem C52 gemeldet, aber die Kooperation des japanischen Automobilherstellers mit Renault beendete die Zusammenarbeit von Nissan im Langstreckensport kurzfristig. Courage musste sich für Le Mans im Juni 2000 nach einem neuen Motorenlieferanten umsehen. Philippe Gache, der Ende 1999 seinen Vertrag mit dem Konkurrenzhersteller Riley & Scott beendete, sprang ein und meldete das bereits fertig aufgebaute Fahrgestell beim Vortest in Le Mans. Der C60 wurde auf einen 4-Liter-V10-Motor von Judd umgerüstet. Für den aus einem Formel-1-Motor entwickelten Judd GV4 musste der Motorraum umgestaltet werden. Man erschien aber rechtzeitig zum Vortest am 30. April 1999, bei dem neben Gache auch Gary Formato fuhr. Als Vorbereitung auf das im Juni stattfindende Langstreckenrennen von Le Mans absolvierte das Werksteam von Courage zudem das 500-km-Rennen von Silverstone. Trotz einiger technischer Schwierigkeiten beendete der C60 das Rennen auf dem neunten Gesamtrang. Beim eigentlichen Rennen in Le Mans fiel das Fahrertrio Gache, Formato und Didier Cottaz am Sonntagmorgen mit technischem Defekt aus. Der anschließende Meisterschaftslauf der American Le Mans Series wurde durch einen Unfall vorzeitig beendet.
Trotz der Schwierigkeiten veräußerte Yves Courage in der Winterpause zwei C60 an Henri Pescarolo, der die C60 ab 2001 in seinem eigenen Rennteam Pescarolo Sport einsetzte. Pescarolo verbaute den 6-Zylinder-Turbomotor von Peugeot.
Auf den C60 folgte der C65. Der C65 basierte weitgehend auf den C60 und wurde als Alternative zu dem LMP900-Fahrzeug 2003 für die kleinere LMP675-Klasse entwickelt. Insgesamt entstanden bei Courage 10 Chassis, die einerseits vom Werksteam eingesetzt und anderseits an diverse Privatteams abgegeben wurden.

### Übernahme durch ORECA
Bereits Mitte der 2000er-Jahre war Courage in erhebliche finanzielle Schwierigkeiten geraten. Ende 2007 wurden die Probleme so groß, dass Yves Courage knapp vor der Aufgabe stand. Durch die Übernahme von Courage durch Hugues de Chaunac, den Besitzer von Oreca, verschwand zwar der Name Courage Ende der 2000er-Jahre von den Rennpisten, aber fast alle Mitarbeiter fanden eine neue Arbeitsstelle. Die letzte Courage-Entwicklung, der LC70, kam ab 2008 als Courage-ORECA LC70 zum Einsatz. Mit der neuen Typenbezeichnung LC wurde der 2004 verstorbenen Ehefrau von Yves Courage, Lillian, die Ehre erwiesen.

## Besonderheit bei der Nummernvergabe
In fast allen Facetten des Motorsports wird auf Grund der Zahlensymbolik auf die Vergabe der Startnummer 13 verzichtet. Im Gegensatz dazu kam auf den Courage-Werkswagen stets diese Nummer zur Anwendung. Zur Zahl 13 kam für einen weiteren Wagen nicht selten die Zahl 113 hinzu.

## Cougar- und Courage-Rennwagen beim 24-Stunden-Rennen von Le Mans
In dieser Tabelle sind alle Cougar- und Courage-Einsätze in Le Mans bis zur Übernahme von ORECA erfasst. Außerdem finden sich hier Meldungen des Courage-Teams mit Fremdchassis wie dem Porsche 962 1987 sowie die an andere Teams abgegebene Fahrzeuge.
| Jahr | Nr. | Team                            | Fahrzeug           | Fahrer 1                 | Fahrer 2              | Fahrer 3               | Ergebnis        |
| ---- | --- | ------------------------------- | ------------------ | ------------------------ | --------------------- | ---------------------- | --------------- |
| 1982 | 35  | Courage Compétition             | Cougar C01         | Yves Courage             | Jean-Philippe Grand   | Michel Dubois          | Ausfall         |
| 1983 | 13  | Primagaz                        | Cougar C01B        | Yves Courage             | Alain de Cadenet      | Michel Dubois          | Ausfall         |
| 1984 | 13  | Primagaz                        | Cougar C02         | Yves Courage             | John Jellinek         | Michel Dubois          | Ausfall         |
| 1985 | 13  | Primagaz                        | Cougar C12         | Yves Courage             | Alain de Cadenet      | Jean-François Yvon     | Rang 20         |
| 1986 | 13  | Primagaz Team Cougar            | Cougar C12         | Yves Courage             | Alain de Cadenet      | Pierre-Henri Raphanel  | Rang 18         |
| 1987 | 72  | Primagaz Compétition            | Porsche 962C       | Jürgen Lässig            | Pierre Yver           | Bernard de Dryver      | Rang 2          |
| 1987 | 13  | Primagaz Compétition            | Cougar C20         | Yves Courage             | Hervé Regout          | Pierre-Henri Raphanel  | Rang 3          |
| 1988 | 113 | Primagaz Compétition            | Cougar C12         | Max Cohen-Olivar         | Patrick de Radiguès   |                        | nicht klassiert |
| 1988 | 13  | Primagaz Compétition            | Cougar C20B        | Michel Ferté             | Pierre-Henri Raphanel |                        | Ausfall         |
| 1988 | 30  | Courage Compétition             | Cougar C22         | Paul Belmondo            | François Migault      | Ukyō Katayama          | Ausfall         |
| 1989 | 113 | Courage Compétition             | Cougar C20B        | Jean-Claude Andruet      | Philippe Farjon       | Shunji Kasuya          | Rang 14         |
| 1989 | 12  | Courage Compétition             | Cougar C22LM       | Patrick Gonin            | Bernard Santal        | Bernard de Dryver      | Ausfall         |
| 1989 | 13  | Courage Compétition             | Cougar C22LM       | Pascal Fabre             | Jean-Louis Bousquet   | Jirō Yoneyama          | Ausfall         |
| 1990 | 113 | Etablissements Chereau          | Cougar C20S        | Jean Messaoudi           | Philippe Farjon       |                        | Ausfall         |
| 1990 | 13  | Courage Compétition             | Cougar C24S        | Pascal Fabre             | Michel Trollé         | Lionel Robert          | Rang 7          |
| 1990 | 12  | Courage Compétition             | Cougar C24S        | Alain Iannetta           | Pascal Pessiot        | Bernard Thuner         | Ausfall         |
| 1990 | 82  | Courage Compétition             | Nissan R89C        | Alain Cudini             | Hervé Regout          | Costas Los             | Rang 22         |
| 1991 | 12  | Courage Compétition             | Cougar 26S         | Jean-Daniel Raulet       | François Migault      | Lionel Robert          | Rang 11         |
| 1991 | 47  | Courage Compétition             | Cougar C26S        | Claude Bourbonnais       | Michel Trollé         | Marco Brand            | Ausfall         |
| 1991 | 13  | Courage Compétition             | Cougar C26S        | Johnny Dumfries          | Anders Olofsson       | Thomas Danielsson      | Ausfall         |
| 1991 | 49  | Courage Compétition             | Porsche 962C       | Steven Andskär           | George Fouché         |                        | Ausfall         |
| 1992 | 54  | Courage Compétition             | Cougar C26LM       | Bob Wollek               | Henri Pescarolo       | Jean-Louis Ricci       | Rang 6          |
| 1992 | 56  | Courage Compétition             | Cougar C28LM       | Tomás Saldaña            | Denis Morin           | Jean-François Yvon     | Ausfall         |
| 1992 | 55  | Courage Compétition             | Cougar C28LM       | Pascal Fabre             | Marco Brand           | Lionel Robert          | Ausfall         |
| 1993 | 14  | Courage Compétition             | Cougar C30LM       | Pascal Fabre             | Derek Bell            | Lionel Robert          | Rang 10         |
| 1993 | 13  | Courage Compétition             | Courage C30LM      | Jean-Louis Ricci         | Pierre Yver           | Jean-François Yvon     | Rang 11         |
| 1993 | 12  | Courage Compétition             | Courage C30LM      | Tomiko Yoshikawa         | Carlos Moran          | Alessandro Gini        | Ausfall         |
| 1994 | 9   | Courage Compétition             | Cougar C32LM       | Jean-Louis Ricci         | Andy Evans            | Philippe Olczyk        | Rang 7          |
| 1994 | 2   | Courage Compétition             | Courage C32LM      | Alain Ferté              | Henri Pescarolo       | Franck Lagorce         | Ausfall         |
| 1994 | 3   | Courage Compétition             | Courage C32LM      | Pascal Fabre             | Pierre-Henri Raphanel | Lionel Robert          | Ausfall         |
| 1995 | 13  | Courage Compétition             | Courage C34        | Bob Wollek               | Éric Hélary           | Mario Andretti         | Rang 2          |
| 1995 | 11  | Courage Compétition             | Courage C41        | Éric Bernard             | Henri Pescarolo       | Franck Lagorce         | Ausfall         |
| 1996 | 5   | La Filiére                      | Courage C36        | Emmanuel Collard         | Henri Pescarolo       | Franck Lagorce         | Rang 7          |
| 1996 | 4   | Courage Compétition             | Courage C36        | Derek Warwick            | Jan Lammers           | Mario Andretti         | Rang 13         |
| 1996 | 5   | Courage Compétition             | Courage C36        | Didier Cottaz            | Philippe Alliot       | Jérôme Policand        | Ausfall         |
| 1997 | 8   | La Filière Elf                  | Courage C36        | Emmanuel Clérico         | Henri Pescarolo       | Jean-Philippe Belloc   | Rang 7          |
| 1997 | 10  | Courage Compétition             | Courage C36        | Jean-Louis Ricci         | Fredrik Ekblom        | Jean-Paul Libert       | Rang 16         |
| 1997 | 9   | Courage Compétition             | Courage C36        | Olivier Grouillard       | Michael Andretti      | Mario Andretti         | Ausfall         |
| 1997 | 13  | Courage Compétition             | Courage C41        | Didier Cottaz            | Marc Goossens         | Jérôme Policand        | Rang 4          |
| 1998 | 15  | Courage Compétition             | Courage C36        | Olivier Grouillard       | Henri Pescarolo       | Franck Montagny        | Rang 15         |
| 1998 | 24  | Courage Compétition             | Courage C41        | Yōjirō Terada            | Franck Fréon          | Olivier Thévenin       | Rang 15         |
| 1998 | 13  | Courage Compétition             | Courage C51        | Didier Cottaz            | Marc Goossens         | Jean-Philippe Belloc   | Ausfall         |
| 1998 | 14  | Courage Compétition             | Courage C51        | Takeshi Tsuchiya         | Fredrik Ekblom        | Patrice Gay            | Ausfall         |
| 1999 | 14  | Pescarolo Promotion Racing Team | Courage C50        | Michel Ferté             | Henri Pescarolo       | Patrice Gay            | Rang 9          |
| 1999 | 13  | Courage Compétition             | Courage C52        | Alex Caffi               | Andrea Montermini     | Domenico Schiattarella | Rang 6          |
| 1999 | 21  | Nissan Motorsports              | Courage C52        | Didier Cottaz            | Fredrik Ekblom        | Marc Goossens          | Rang 8          |
| 2000 | 16  | Pescarolo Sport                 | Courage C52        | Olivier Grouillard       | Sébastien Bourdais    | Emmanuel Clérico       | Rang 4          |
| 2000 | 17  | SMG Compétition                 | Courage C60        | Didier Cottaz            | Gary Formato          | Philippe Gache         | Ausfall         |
| 2001 | 17  | Pescarolo Sport                 | Courage C60        | Jean-Christophe Boullion | Sébastien Bourdais    | Laurent Rédon          | Rang 13         |
| 2001 | 18  | Pescarolo Sport                 | Courage C60        | Didier Cottaz            | Boris Derichebourg    | Emmanuel Clérico       | Ausfall         |
| 2001 | 19  | SMG Compétition                 | Courage C60        | Jérôme Policand          | Anthony Beltoise      | Philippe Gache         | Ausfall         |
| 2002 | 17  | Pescarolo Sport                 | Courage C60        | Jean-Christophe Boullion | Sébastien Bourdais    | Franck Lagorce         | Rang 10         |
| 2002 | 13  | Courage Compétition             | Courage C60        | Didier Cottaz            | Boris Derichebourg    | Thed Björk             | Rang 15         |
| 2002 | 18  | Pescarolo Sport                 | Courage C60        | Stéphane Ortelli         | Eric Hélary           | Ukyō Katayama          | Ausfall         |
| 2003 | 13  | Courage Compétition             | Courage C60        | Jonathan Cochet          | Stéphan Grégoire      | Jean-Marc Gounon       | Rang 7          |
| 2003 | 17  | Pescarolo Sport                 | Courage C60        | Jean-Christophe Boullion | Stéphane Sarrazin     | Franck Lagorce         | Rang 8          |
| 2003 | 18  | Pescarolo Sport                 | Courage C60        | Nicolas Minassian        | Eric Hélary           | Soheil Ayari           | Rang 9          |
| 2003 | 31  | Courage Compétition             | Courage C65        | David Hallyday           | Philippe Alliot       | Carl Rosenblad         | Ausfall         |
| 2004 | 31  | Courage Compétition             | Courage C65        | Alexander Frei           | Sam Hancock           | Jean-Marc Gounon       | Ausfall         |
| 2004 | 35  | Epsilon Sport                   | Courage C65        | Renaud Derlot            | Gunnar Jeannette      | Gavin Pickering        | Ausfall         |
| 2004 | 37  | Paul Belmondo Racing            | Courage C65        | Paul Belmondo            | Claude-Yves Gosselin  | Marco Saviozzi         | Ausfall         |
| 2005 | 12  | Courage Compétition             | Courage C60 Hybrid | Alexander Frei           | Dominik Schwager      | Christian Vann         | Rang 8          |
| 2005 | 13  | Courage Compétition             | Courage C60 Hybrid | Jonathan Cochet          | Shinji Nakano         | Bruce Jouanny          | Ausfall         |
| 2005 | 36  | Paul Belmondo Racing            | Courage C65        | Karim A. Ojjeh           | Claude-Yves Gosselin  | Adam Sharpe            | Rang 21         |
| 2005 | 37  | Paul Belmondo Racing            | Courage C65        | Paul Belmondo            | Didier André          | Rick Sutherland        | Rang 22         |
| 2005 | 30  | Kruse Motorsport                | Courage C65        | Tim Mullen               | Ian Mitchell          | Phil Bennett           | Rang 24         |
| 2005 | 35  | G-Force Racing Bokkenrijders    | Courage C65        | Val Hillebrand           | Frank Hahn            | Gavin Pickering        | Ausfall         |
| 2005 | 34  | Miracle Motorsports             | Courage C65        | John Macaluso            | Ian James             | Andy Lally             | Ausfall         |
| 2005 | 31  | Noël del Bello Racing           | Courage C65        | Romain Iannetta          | Christophe Pillon     | Ni Amorim              | Ausfall         |
| 2005 | 33  | Intersport Racing               | Courage C65        | Juan Barazi              | Sergei Slobin         | Bastien Brière         | Ausfall         |
| 2006 | 27  | Miracle Motorsports             | Courage C65        | John Macaluso            | Ian James             | Andy Lally             | Rang 14         |
| 2006 | 32  | Barazi-Epsilon                  | Courage C65        | Juan Barazi              | Michael Vergers       | Neil Cunningham        | Rang 21         |
| 2006 | 36  | Paul Belmondo Racing            | Courage C65        | Karim A. Ojjeh           | Claude-Yves Gosselin  | Pierre Ragues          | Ausfall         |
| 2006 | 37  | Paul Belmondo Racing            | Courage C65        | Jean-Bernard Bouvet      | Didier André          | Yann Clairay           | Ausfall         |
| 2006 | 35  | G-Force Racing                  | Courage C65        | Franck Hahn              | Jean-François Leroch  | Ed Morris              | Ausfall         |
| 2006 | 12  | Courage Compétition             | Courage LC70       | Alexander Frei           | Sam Hancock           | Gregor Fisken          | Ausfall         |
| 2006 | 5   | Swiss Spirit                    | Courage LC70       | Harold Primat            | Marcel Fässler        | Philipp Peter          | Ausfall         |
| 2006 | 13  | Courage Compétition             | Courage LC70       | Haruki Kurosawa          | Shinji Nakano         | Jean-Marc Gounon       | Ausfall         |
| 2007 | 12  | Courage Compétition             | Courage LC70       | Alexander Frei           | Jonathan Cochet       | Bruno Besson           | Rang 30         |
| 2007 | 13  | Courage Compétition             | Courage LC70       | Guillaume Moreau         | Stefan Johansson      | Jean-Marc Gounon       | Ausfall         |
| 2007 | 35  | Saulnier Racing                 | Courage LC75       | Jacques Nicolet          | Alain Filhol          | Bruce Jouanny          | Ausfall         |
| 2007 | 24  | Noël del Bello Racing           | Courage LC75       | Romain Iannetta          | Witali Petrow         | Liz Halliday           | Ausfall         |
| 2008 | 24  | Terramos                        | Courage LC70       | Yōjirō Terada            | Hiroki Katō           | Kazuho Takahashi       | nicht klassiert |